# Sztrelecek (Magyarország)
A magyarországi Sztrelecek határvédő elem volt a történelmi Őrség peremterületén. A Felsőszentbenedek (ma Kančevci, Szlovénia) melletti Sztrelec községben éltek. Nevük szláv eredetű, jelentése lövők.
Az Őrséget a honfoglalás után alakították ki, mivel itt nem volt olyan természetadta jól védhető határsáv, mint például keleten a Kárpátokban. Errefelé nagyon sok szláv (szlovén) élt, akik közül több elem is határőrző lett. Sztrelec lakossága is a névből adódóan szlovén lehetett. Ezek a határőrök íjász gyalogok voltak, akik a nagyobb ellenséges támadásokkor ténylegesen nem vették fel a harcot az ellenséggel, hanem időben értesítették a közeli ispánságokat.

A sztrelecekről nem sokat tudni, s az őrségi határvédő szervezet a 14. századra teljesen elvesztette a jelentőségét. 1543-ban mikor I. Szulejmán elfoglalta Székesfehérvárt, az oszmán-törökök csapatai Vas vármegyét és elérték. Sztrelec nagyjából ez idő tájt pusztult el, de ekkor már nem léteztek a sztrelecek. A sztrelecek faluja aztán Dobronak (ma Dobrovnik) mellett épült fel újra és jelenleg Őrszentvid néven szerepel.

## Külső hivatkozás
- ARCHIVUM COMITATUS CASTRIFERREI: Előadások Vas megye történetéről IV. – M. Kozár Mária: Felsőszölnök meghódolása a törököknek 1640-ben, Szombathely 2004. ISBN 963-7227-15-6
- Az Őrség és a Vendvidék, kalauz turistáknak és természetbarátoknak, B.K.L. Kiadó, Szombathely 2004. ISBN 963-86382-7-3